# Apokalipsa (album)
Apokalipsa – drugi album Wojciecha Jasińskiego, wydany w roku 1997 przez „Fundację im. Generała Sikorskiego – Kultura i Kosmos” w Jeleniej Górze.
Kompozycje i aranżacje Wojciech Jasiński. Realizacja i produkcja nagrań – Włodzimierz Kowalczyk. Skład i opracowanie – Sylwester Orlik.

## Lista utworów
Źródło:.
1. „Objawienie – Wulkan” – 4:40
2. „Wizja nieba – Legenda” – 3:35
3. „Otwarcie pieczęci – Psy” – 4:30
4. „Głos siedmiu trąb – Konie” – 6:52
5. „Wizja niewiasty i smoka” – 3:07
6. „Wizja morza i smoka” – 2:08
7. „Ostateczna walka” – 7:22
8. „Nowe Niebo i nowa Ziemia – Pożegnanie” – 4:56

## Autorzy
Źródło:.
- Wojciech Jasiński – instrumenty klawiszowe
- Andrzej Barnaś – gitara
- Krzysztof Krupa – perkusja

oraz gościnnie
- Arkadiusz Religa – gitara („Objawienie – Wulkan”)